# Атинска повеља
Атинска повеља је збир препорука за изградњу градова, таквих какве их данас познајемо.
Њена главна мисао била је објавливање и стварање градског простора. Мисао стварања града као функционалне целине се први пут значајније појавила и продискутовала у првобитном теоретском добу стварања архитекта Тони Гарниера који је био позван од стране главни архитекта града Лиона Едварда Хериота да изради план за један привредни град састављен од нормираних објеката и оснује принцип стриктног функционалног зонирања и дељења градских простора.

## Настанак
У раду на Атињској повељи је учествовало удружење архитеката, који су се ујединили у организацији ЦИАМ (Congres internationaux d'architecture moderne – Međunarodni kongres moderne arhitekture), који је настао 1928. године када је расправљано о урбанизму у целом свету.
ЦИАМ је спајао архитекте који су иамали своје властите представе у посвећивању мислима – надовезујућим на градске урбанистичке структуре, које наглашавају мисли о трашењу ликовних авангарди, кубизма, и основе значаја нових техника.
Били су у њеему архитекти Немачке- Лудвиг Мис ван дер Рое и Валтер Гропијус који се 1919. године оснивали Баухаус чијим је дале био члан и урбаниста Лудвиг Хилберсајмер (који је имао улогу у урбанизацији града Детроита у САД). Даље су ту били Холанђани Корнелиус ван Бестерен, Јакоб Оуд, Герит Ритвелд, Швајцарац Ле Корбизје (Шарл-Едуар Жанре-Гри ) (фр. Charles-Édouard Jeanneret-Gris), Белгијанац Виктор Бургериос и Бразилац Лучио Коста (који је много касније сарађивао са Оскаром Нимајером и добија конкурс на изградњу града Бразилије у Бразилу), Шпанац Хосе Луис Серт и Мојсеј Гинсбург из Совјетског Савеза са групом конструктивистичких архитеката.
Из првог теоријског рада је настао данашњи најзначајнији докуменат „Атињска повеља“ која је написана на броду Патрис II у Средоземном мору која је полвила у Атину. Овај договор је произилазио из теза Ле Корбизјеа који је 1941. године прерадио а 1943. године издао као анонимно дело под називом La Charte D’Athénes. Документ је наглашавао четири основне функције града: становање, рад, слободно време и саобраћај.

## Одредбе и чињенице
Односи се на 1931. годину
- већина градова данас нуди слику хаоса и градови неиспуњавају своје функције да испоњавају потрбе биолошке, психолошке за своје становнике
- колапс у ери машина изазвао би метеж у понашању... Њихово понашање у стамбеним зонама, предузећима. У ужасној механичкој брзини би настала концентрација градског становништва и брутални развој без историјских веза...
- диманзионисање свих средина урбанистичког уређења не може се одвијати у другом већ само љодском мерилу
- значај приватног ће бити подређен значају друштвеном
- детаљни нацрти који следе одредбе градских урбаниста могу да зауставе надолазак саобраћајних прекршаја
- претходне наредбе су биле важеће све док није почело долазити до сталних проблема између пешака и другим саобраћајем. Били су конципиране широке улице који су обезбедили прегледе на значајне културне споменике и зграде

- регулациона линија неких тредиционалних стамбених зграда неосигурава довољну осунчаност појединиг стамбених јединица
- мора бити осигурано минимално осунчавање појединих станова
- зграде треба да буду очуване у својим целинама
- код распада историјских споменика мора се уложити максималан труд да се нађе одређена адекватна замена
- употрба историјских грађевинских стилова приликом изградње има неблаготворне последице
- додржавање ових чињеница неће толерисати никакове историјске сличне чињенице
- основе значаја урбанизма су његове четири основне функције, стамбена, радна, рекреација и саобраћај – као функције зонирања
- регионално планирање свих стамбених структура додељених у четири функције су подређене узајамној комплексности
- нове врсте морају садржати школице, школе, друштвене центре, центре слободног врмена и то тако да су унутрашње спојене са становањем
- урбанизам је тродиманзионалан не дводимензионалан. У простору може настајати елеменат који одређује велићину саобраћаја као и рекреацију и јасно је да ту мора да постоје слободне површине
- зграда мора да има довољно слободног простора да би задовољила услов слободе
- укрштање саобраћајних праваца мора бити регулисано
- улице се разликују према њиховим одређењима- стамбене, пролазне, главне
- пешак мора да има могућност за употребљавање и другиг осим аутомобилских траса